# 용혈암지
용혈암지는 대한민국 전라남도 강진군 도암면에 있다. 2012년 6월 14일 강진군의 향토문화유산 제47호로 지정되었다.

## 개요
덕룡산에 소재   백련사 제1대 원묘국사, 제2대 정명국사, 제3대 진정국사, 제7대 진감국사 주석   청자로 만든 불두가 발견되어 당시   고려청자문화를 알 수 있는 중요한 지역   고려시대 민중운동인 백련결사를 주도했던 지역  다산 정약용 선생이 1년에 한번씩 용혈을 찾았던 기록이 있음   - 1808 백련사지 6권 1책 중 5권(다산과 강진덕룡산 용